# 喹诺酮类药物
喹诺酮类药物（英語：quinolone antibiotics, quinolones）是一类常用的广谱人工合成抗菌药物，因其中含有与4-喹诺酮相同或相似的含氮双并杂环结构而得名，这些药物其通用名一般皆命名为“某某沙星”（-oxacin）。
自1984年开发的诺氟沙星以来，大部分新的喹诺酮类药物都属于分子结构中含有氟原子的氟喹诺酮类药物（英語：fluoroquinolones），如环丙沙星。
由于抗菌谱广、抗菌活性强、口服吸收良好、较少交叉耐药，氟喹诺酮类药物是许多敏感菌所致感染（尤其是泌尿系统和呼吸道感染）的首选药物。2012年，喹诺酮类药物曾是美国医院最常用的抗菌药物种类。

## 历史
一般认为1962年发明，被用于治疗尿路感染的萘啶酸是人类历史上第一种喹诺酮类药物。萘啶酸由美国Sterling Winthrop公司的乔治·莱舍（George Y. Lesher）与同事在一次合成氯喹的实验过程中偶然发现。虽然从严格的化学意义上而言，萘啶酸并不算是一种喹诺酮类化合物，但後來所有的喹诺酮类药物都是萘啶酸的衍生物，因此一般认定萘啶酸是人类历史上第一次发现的喹诺酮类药物。
1970年末，Kyorin公司（日语：杏林製薬株式会社）通过将吡哌酸中哌嗪与氟甲喹的6号位氟重新组合开发了第一个氟喹诺酮类药物诺氟沙星并于1979年申请了专利，随后的研究表明诺氟沙星相对于早期氟喹诺酮类药物的抗菌活性大幅提高。在诺氟沙星专利公布后，其他公司开始开发氟喹诺酮类药物。1983年，拜耳公司开发的环丙沙星上市，成为继诺氟沙星后第二个上市的氟喹诺酮类药物。
自从萘啶酸问世以来，已经有 10,000 多种喹诺酮类化合物被合成，但只有少数进入了临床应用，此外，还有许多已经上市的喹诺酮类药物也因生物利用度和副作用等原因而被撤市或受到限制。

## 分类
根据研发时间和抗菌活性，喹诺酮类药物可以被分为四代。第二代及以后的喹诺酮类药物大都是氟喹诺酮，一般6号或8号位碳上有含氟原子的取代基，以提高药物的生物利用度。

### 第一代
第一代喹诺酮主要针对革兰氏阴性菌感染（但对假单胞菌无效），它们很少在血清和组织中分布，导致其仅限于治疗消化道和泌尿道感染。
以下是一些常见的第一代喹诺酮类药物：
- 氟甲喹（英语：flumequine）
- 氧喹酸（英语：oxolinic acid）
- 罗沙星（英语：rosoxacin）

此外，还有一些药物从化学意义上讲不存在4-喹诺酮母核，但习惯上也称为第一代喹诺酮类药物，例如：
- 萘啶酸
- 吡哌酸（英语：pipemidic acid）
- 吡咯酸（英语：piromidic acid）
- 西诺沙星（英语：cinoxacin）

由于抗菌谱窄、副作用大、药物体内分布不佳等原因，多数第一代喹诺酮类药物已不再用于治疗人类细菌感染，在发达国家尤其如此。

### 第二代
第二代喹诺酮的抗菌谱增加到了部分革兰氏阳性球菌，以及分歧杆菌、支原体、衣原体、军团菌等非典型微生物，常见的第二代喹诺酮类药物包括：
- 环丙沙星
- 氟罗沙星（英语：fleroxacin）
- 洛美沙星（英语：lomefloxacin）
- 那氟沙星（英语：nadifloxacin）
- 诺氟沙星（氟哌酸）
- 氧氟沙星
- 培氟沙星（英语：pefloxacin）
- 芦氟沙星（英语：rufloxacin）

依诺沙星虽然严格化学意义上不属于喹諾酮化合物，但一般常被划入第二代喹诺酮类药物之列。

### 第三代
第三代喹诺酮扩大了抗革兰氏阳性球菌的范围（包括了肺炎链球菌和化脓性链球菌），常见的第三代喹诺酮类药物包括：
- 巴洛沙星（英语：balofloxacin）
- 格帕沙星
- 左氧氟沙星[15][18]
- 帕珠沙星（英语：pazufloxacin）
- 司帕沙星（英语：sparfloxacin）[15][19]
- 替马沙星（英语：temafloxacin）

妥舒沙星然严格化学意义上不属于喹諾酮化合物，但一般常被划入第三代喹诺酮类药物之列。

### 第四代
第四代喹诺酮在保留了之前的抗菌谱之外，还增加了部分抗厌氧菌的活性，常见的四代喹诺酮类药物包括：
- 克林沙星（英语：clinafloxacin）[18]
- 加替沙星（英语：gatifloxacin）[22]
- 莫西沙星[15]
- 西他沙星（英语：sitafloxacin）
- 普卢利沙星（英语：prulifloxacin）
- 贝西沙星（英语：besifloxacin）
- 德拉沙星（英语：delafloxacin）

吉米沙星和曲伐沙星虽然严格化学意义上不属于喹諾酮化合物，但一般常被划入第四代喹诺酮类药物之列。

## 作用机理

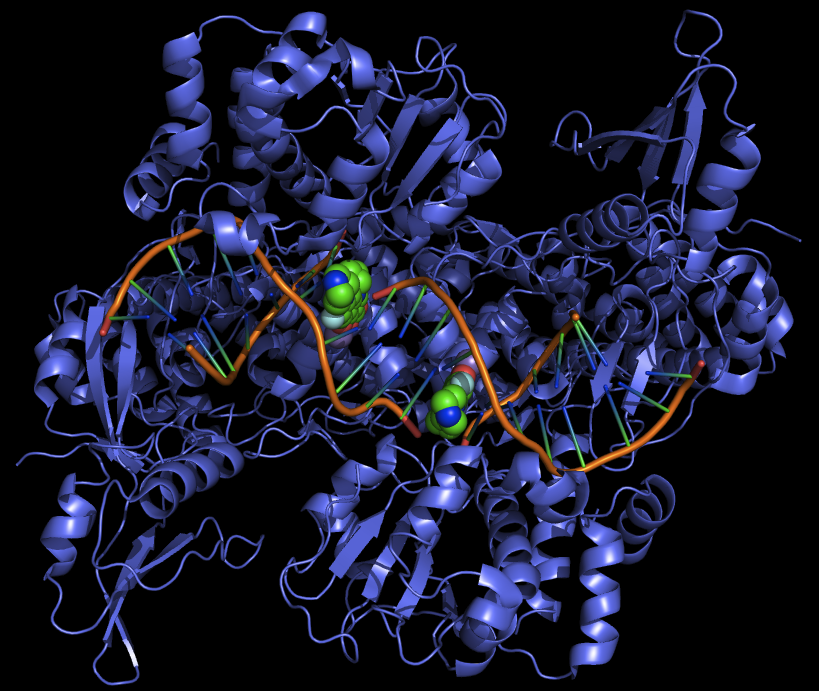
环丙沙星（绿色）与细菌的DNA旋转酶（蓝色）结合的示意图

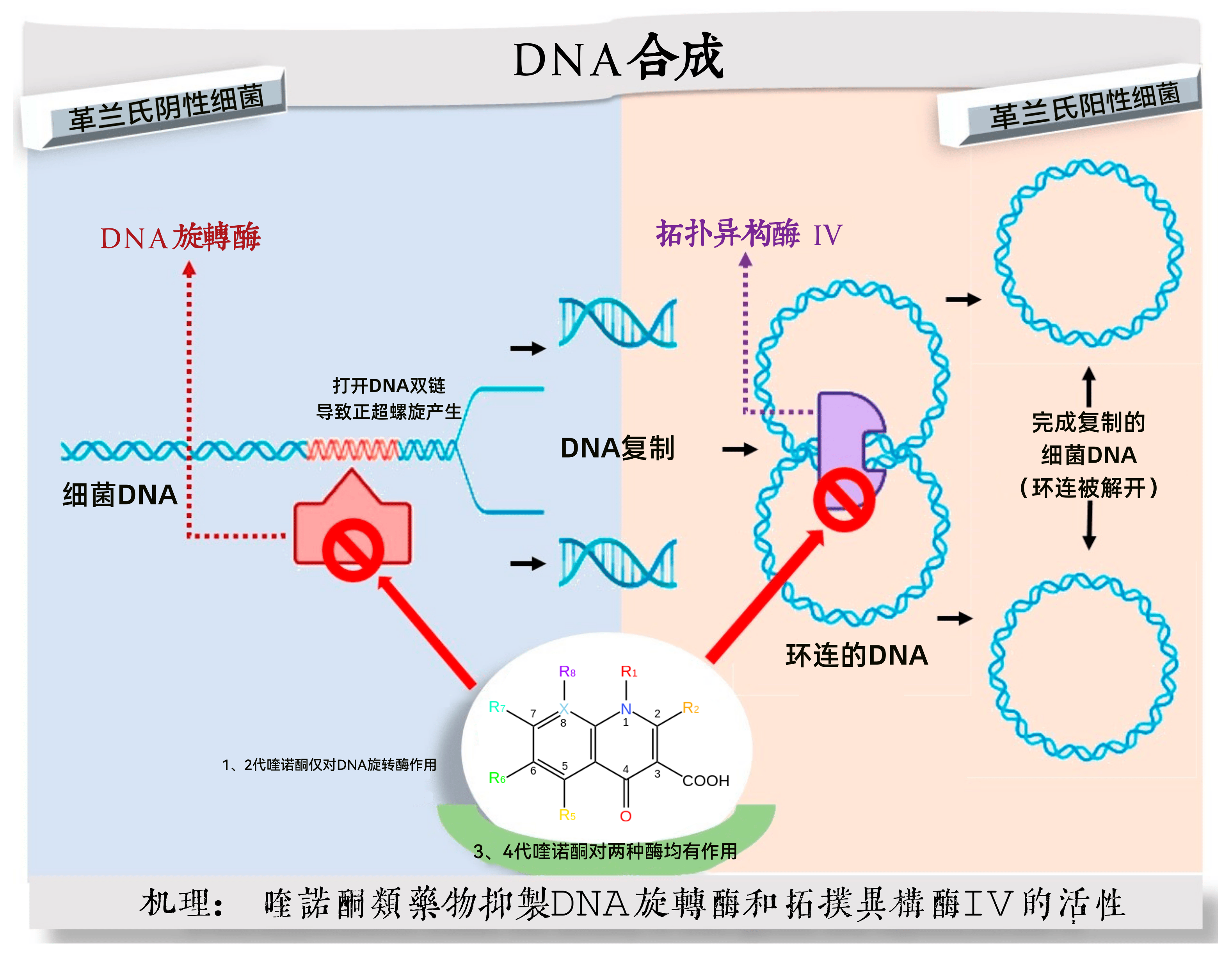
喹诺酮类药物作用机理图示

一般认为，喹诺酮类药物的作用机理主要是干扰细菌中两种II型拓扑异构酶：DNA旋转酶和拓扑异构酶IV的工作，从而导致细菌DNA断裂，达到杀菌作用。
在细菌DNA复制中，双螺旋二级结构被DNA解旋酶打开的过程会影响到更高的三级结构，形成正超螺旋，阻碍DNA进一步打开（见图示）。DNA旋转酶在这个过程中通过不断切开、移动和封闭DNA链条来松弛DNA，从而使得复制得以继续。细菌中的DNA旋转酶由2个gyrA亚基和2个gyrB亚基组成。在松弛过程中，先由A亚基负责切开DNA；B亚基结合ATP获得能量，使得DNA前链后移；之后A亚基再次将切口封闭形成负超螺旋。
细菌中的拓扑异构酶IV由2个ParC亚基和2个ParE亚基组成，它们分别与DNA旋转酶中的gyrA和gyrB同源。拓扑异构酶IV负责在DNA复制后解开DNA之间的环联，从而使得细菌复制产生的DNA得以完成分离（见图示）。
喹诺酮类药物不会直接阻止这些酶发挥作用，而是在这些酶切断DNA时，与之形成酶-DNA-药物的三元复合物，阻止酶将切口重新封闭，从而使得其他酶有机会与其结合，导致细菌的DNA双链断裂，进而达到杀灭细菌的作用。
在革兰氏阴性菌中，抗菌作用主要依靠干扰DNA旋转酶实现；而在革兰氏阳性菌中，抗菌作用则主要依靠干扰拓扑异构酶IV实现。由于真核细胞中不含有这两种酶，而真核细胞中同功能的拓扑异构酶II在治疗剂量下不会被影响，因此真核细胞的DNA复制不受影响。然而有体外研究证明，一些喹诺酮类药物可以通过裂解线粒体DNA抑制哺乳动物细胞生长，有研究认为线粒体损伤是喹诺酮类药物不良反应的原因之一。（也有利用喹诺酮类药物干扰真核生物拓扑异构酶II的研究，见“药物再利用”一节）
此外，一些研究者则主张喹诺酮类药物能将细菌细胞内的鸟嘌呤残基氧化为8-氧代鸟嘌呤，进而使细菌中的DNA出现断裂，从而起到杀灭细菌作用。

## 构效关系
如开头信息框所示，喹诺酮类药物共同的基本结构骨架包括一个双杂环结构，其3号位-COOH与4号位=O两取代基决定了药物与酶的结合，因而也是喹诺酮类药物共有的部分，而其余取代基则与药物的抗菌特性、不良反应及代谢特点相关。
1号位置上的取代基（R1）是酶-DNA结合复合物的一部分，并与DNA的大沟具有疏水相互作用，此处引入脂肪烃基、环烷烃基（最有效的为环丙基，如环丙沙星）或芳香基团（常见的为2,4-二氟苯基，如妥舒沙星）可以提高药物活性，同时这一位置上的大取代基还能增加分布体积。氧氟沙星在此位置与8号位置之间成环，效果类似环丙基取代，但两个不同光学异构体活性相差极大。毒性方面，此位置上环丙基、烷烃基抑制细胞色素P450，造成药物相互作用，而2,4-二氟苯基取代可能与肝毒性、替马沙星综合征有关系。
2号位置取代一般不利，可能原因在于空间位阻作用，但普卢利沙星在此位置与1号位置之间构造含硫杂环，提高了活性。
如前文所说的原因，3号位与4号位几乎完全不能改动，否则将失去抗菌活性。3号位的羧基被磺酸基、乙酸基、磷酸基、磺酰氨基等酸性基团替代，以及4号位酮基被硫酮基、亚氨基等取代均使抗菌活性减弱。然而，在3号位置连接其他分子形成的结合化合物仍具有抗菌活性，如罗氏的Ro 23-9424 。副作用方面，3号位与4号位的位置易于和金属离子形成螯合物，使人体缺少钙、镁、铁、锌等，故整类药物均易发生此类药物相互作用。
5号位置的取代基通过空间位阻和电荷密度影响4号位羰基与靶点结合，从而影响分子活性。在这里增加适当大小的取代基（如-NH2，-OH，-CH3，按活性高低排序）可以增加抗革兰氏阳性菌体外活性，但体内活性不一定增强，取代基过大时活性减弱。此位置上的氨基取代增加亲脂性。毒性方面，这里的氨基取代增加遗传毒性和光毒性，甲基取代增加遗传毒性。
6号位置的氟原子可以通过增加与酶的亲和力和细胞壁的穿透性，显著提高抗微生物活性（约30倍），同时还可以增加分布体积，使药物易于穿过血脑屏障，常见的氟喹诺酮类药物一般均发生了这一结构修饰（但加雷沙星的含氟取代基位于8号位置），但此位置的氟原子取代也会增加遗传毒性。此外，6号位置也可以为-H或其他卤素，活性大小排序为：-F>-Cl>-CN≥-NH2≥-H。
7号位置可以直接与DNA旋转酶的B亚基相互作用，一般取代基上至少包含一个5-6元含氮杂环，杂环为吡咯烷时可以提高对革兰氏阳性菌的活性，而取代基为哌嗪通常可以提高对革兰氏阴性菌的效力。此处增加大体积取代基可以减缓外排泵导致的耐药性，增加抗厌氧菌活性（如莫西沙星）。这里的大取代基增加半衰期，氮杂双环基团和哌嗪基团可以将半衰期延长至10 小时以上，吡咯烷环的取代会降低水溶性及口服生物利用度。这一位置的取代基对毒性的影响分为两类，在与GABA受体结合，造成中枢副作用的方面，影响大小顺序为烷基>哌嗪>吡咯烷；但在抑制细胞色素P450及产生遗传毒性两方面，吡咯烷取代作用则更强（具体而言，吡咯烷>哌嗪>烷基）。
8号位置取代基同样可以改变空间位阻，影响靶点亲和力。卤素取代基（-F/-Cl）提高抗厌氧菌活性，卤素、甲基、甲氧基取代均提高抗革兰氏阳性球菌体外活性，此处取代可以对抗拓扑异构酶IV突变引发的耐药性，还可能改变药物作用的靶点（由主要对拓扑异构酶IV变为主要对DNA旋转酶）。此位置的氟取代基对于对抗耐药性益处较小。这里的烷基取代能够增加半衰期，卤素取代增加口服生物利用度。此位置的卤素取代增加光毒性和遗传毒性，大体积取代基则可能影响细胞色素P450。
此外，8号位置碳原子（图中标记为X）替换为氮原子也可以提高活性（尤其是抗厌氧菌活性）、提高生物利用度、减低耐药程度，但与抑制细胞色素P450有关。

## 抗菌谱
喹诺酮类药物一般被看作广谱抗菌素，但具体到每种药物抗菌范围都有不同。这里列举环丙沙星（第二代）、左氧氟沙星（第三代）和莫西沙星（第四代）的抗菌谱作为参考，其中绿色底色、标示S代表敏感；黄色底色，标示PS代表低敏感；红色底色，标示R代表不敏感。
| 几种常见喹诺酮药物抗菌谱比较 | 几种常见喹诺酮药物抗菌谱比较 | 几种常见喹诺酮药物抗菌谱比较 | 几种常见喹诺酮药物抗菌谱比较 | 几种常见喹诺酮药物抗菌谱比较 |
| 类别                         | 微生物种类                   | 环丙沙星                     | 左氧氟沙星                   | 莫西沙星                     |
| ---------------------------- | ---------------------------- | ---------------------------- | ---------------------------- | ---------------------------- |
| 革兰氏阴性肠杆菌             | 空肠弯曲杆菌                 | S                            | S                            | S                            |
| 革兰氏阴性肠杆菌             | 弗氏柠檬酸杆菌               | S                            | S                            | S                            |
| 革兰氏阴性肠杆菌             | 阴沟肠杆菌                   | S                            | S                            | S                            |
| 革兰氏阴性肠杆菌             | 大肠杆菌（敏感）             | S                            | S                            | S                            |
| 革兰氏阴性肠杆菌             | 产酸克雷伯菌                 | S                            | S                            | S                            |
| 革兰氏阴性肠杆菌             | 肺炎克雷伯菌                 | S                            | S                            | S                            |
| 革兰氏阴性肠杆菌             | 摩根氏菌                     | S                            | S                            | S                            |
| 革兰氏阴性肠杆菌             | 奇异变形杆菌                 | S                            | S                            | S                            |
| 革兰氏阴性肠杆菌             | 普通变形杆菌                 | S                            | S                            | S                            |
| 革兰氏阴性肠杆菌             | 普罗维登斯菌                 | S                            | S                            | S                            |
| 革兰氏阴性肠杆菌             | 沙门氏菌                     | S                            | S                            | S                            |
| 革兰氏阴性肠杆菌             | 沙雷氏菌                     | S                            | S                            | S                            |
| 革兰氏阴性肠杆菌             | 志贺氏菌                     | S                            | S                            | S                            |
| 革兰氏阴性肠杆菌             | 小肠结肠炎耶尔森氏菌         | S                            | S                            | S                            |
| 革兰氏阴性非肠杆菌           | 布鲁氏菌                     | S                            | 未知                         | 未知                         |
| 革兰氏阴性非肠杆菌           | 杜克雷嗜血杆菌               | S                            | S                            | 未知                         |
| 革兰氏阴性非肠杆菌           | 流感嗜血杆菌                 | S                            | S                            | S                            |
| 革兰氏阴性非肠杆菌           | 军团菌                       | S                            | S                            | S                            |
| 革兰氏阴性非肠杆菌           | 钩端螺旋体                   | S                            | S                            | S                            |
| 革兰氏阴性非肠杆菌           | 卡他莫拉菌                   | S                            | S                            | S                            |
| 革兰氏阴性非肠杆菌           | 淋球菌                       | PS                           | PS                           | R                            |
| 革兰氏阴性非肠杆菌           | 多杀性巴斯德氏菌             | S                            | S                            | S                            |
| 革兰氏阴性非肠杆菌           | 霍乱弧菌                     | S                            | 未知                         | 未知                         |
| 革兰氏阴性非肠杆菌           | 鼠疫杆菌                     | S                            | 未知                         | 未知                         |
| 非发酵性革兰氏阴性杆菌       | 鲍曼不动杆菌                 | PS                           | PS                           | PS                           |
| 非发酵性革兰氏阴性杆菌       | 洋葱伯克霍尔德杆菌           | R                            | R                            | R                            |
| 非发酵性革兰氏阴性杆菌       | 铜绿假单胞菌                 | S                            | S                            | R                            |
| 革兰氏阳性球菌               | 粪肠球菌                     | PS                           | S                            | S                            |
| 革兰氏阳性球菌               | 屎肠球菌                     | R                            | R                            | PS                           |
| 革兰氏阳性球菌               | MSSA葡萄球菌                 | R                            | S                            | S                            |
| 革兰氏阳性球菌               | MRSA葡萄球菌                 | R                            | PS                           | PS                           |
| 革兰氏阳性球菌               | 表皮葡萄球菌                 | S                            | S                            | S                            |
| 革兰氏阳性球菌               | 肺炎链球菌                   | PS                           | S                            | S                            |
| 革兰氏阳性球菌               | 化脓性链球菌                 | PS                           | PS                           | PS                           |
| 革兰氏阳性球菌               | 草绿色链球菌                 | R                            | S                            | S                            |
| 革兰氏阳性杆菌               | 炭疽杆菌                     | S                            | S                            | S                            |
| 革兰氏阳性杆菌               | 单核细胞增生李斯特氏菌       | R                            | S                            | S                            |
| 革兰氏阳性杆菌               | 诺卡氏菌                     | R                            | R                            | R                            |
| 细胞壁缺陷微生物             | 沙眼衣原体                   | R                            | S                            | S                            |
| 细胞壁缺陷微生物             | 衣原体属                     | PS                           | S                            | S                            |
| 细胞壁缺陷微生物             | 生殖支原体                   | R                            | PS                           | S                            |
| 细胞壁缺陷微生物             | 肺炎支原体                   | PS                           | S                            | S                            |
| 细胞壁缺陷微生物             | 解脲脲原体                   | PS                           | S                            | S                            |
| 厌氧菌                       | 脆弱拟杆菌                   | R                            | R                            | PS                           |
| 厌氧菌                       | 坏死梭杆菌                   | R                            | R                            | 未知                         |
| 厌氧菌                       | 产黑色素普雷沃菌             | R                            | PS                           | S                            |
| 厌氧菌                       | 放线菌属                     | R                            | 未知                         | 未知                         |
| 厌氧菌                       | 艰难梭菌                     | R                            | R                            | R                            |
| 厌氧菌                       | 痤疮丙酸杆菌                 | PS                           | PS                           | PS                           |
| 厌氧菌                       | 消化链球菌                   | PS                           | S                            | S                            |

## 应用范围

### 临床应用
喹诺酮类药物通常用于治疗泌尿生殖系统感染、呼吸系统感染、肠道感染以及骨和关节感染；此外也作为二线抗结核药物，与其他药物合用治疗耐药性结核。
在目前的治疗指南中，喹诺酮类药物是经验性治疗肾盂肾炎或细菌性前列腺炎的一线药物。考虑到亚洲地区肺炎支原体对大环内酯类药物耐药较多，中国大陆指南推荐喹诺酮类药物作为成人支原体感染肺炎的一线治疗；此外，喹诺酮类药物还是军团菌肺炎的一线治疗；然而对于一般的社区获得性肺炎，指南只建议在可能发生出现多药耐药风险、药物不耐受或其他抗生素治疗已失败的情况下使用氟喹诺酮。虽然常用作旅行者腹泻的治疗，但现在喹诺酮类药物已不再作为首选；不过对于确定为志贺菌、沙门菌感染的胃肠炎（以及伤寒、副伤寒），喹诺酮类药物仍然是首选药物。同时，氟喹诺酮类药物也被用作鼠疫、炭疽等严重传染病密切接触者，以及慢性阻塞性肺病患者的预防性治疗手段。此外，局部使用的喹诺酮药物还被用于细菌性的外耳道感染、角膜炎、结膜炎等的首选治疗。
环丙沙星被世界卫生组织列入了基本药物清单，左氧氟沙星与莫西沙星也被作为抗结核药物列入，三者皆被列为“慎用类”抗生素 。中华人民共和国基本药物目录则收列了诺氟沙星、环丙沙星、左氧氟沙星和莫西沙星，此外氧氟沙星也作为耐多药肺结核治疗药物被收录。

### 兽医应用
除人用之外，喹诺酮类药物也被广泛用作禽畜、水生动物、宠物等各种动物的兽医药物。2018年，中国养殖业在使用的抗菌药物制剂种类中17.6%为氟喹诺酮药物，这其中包括氧氟沙星、环丙沙星等人兽共用药物，也包括恩诺沙星、单诺沙星等兽医专用药。喹诺酮类药物被用于治疗的疾病包括牛、羊、猪的细菌性及支原体性感染，鸡的白痢、霍乱，犬、猫的呼吸道、消化道和泌尿生殖道感染，以及淡水鱼的烂鳃病、肠炎病、出血性败血症等。除了用于治疗人畜的细菌感染外，喹诺酮类药物也会掺入饲料中，以预防禽畜（尤其是家禽）的感染。

### 药物再利用
目前，有多个针对喹诺酮类药物开发新的适应症的研究，包括抗病毒、抗真菌、抗寄生虫等多个方面，机理上均依靠喹诺酮类药物对真核生物II型拓扑异构酶的抑制，此外，其免疫调节活性也可能发挥了作用。目前，有基于喹诺酮药物衍生物开发抗锥虫药物和抗疟原虫药物的研究。
另一类常见的对喹诺酮类药物的再利用，是开发其抗肿瘤活性。多种氟喹诺酮类药物被证明具有体外的抗肿瘤活性，机制包括停滞细胞周期、诱导细胞凋亡、阻止上皮间充质转化以影响肿瘤转移、增加癌细胞对化疗药物的反应和增强mRNA作用。截止条目编写的2023年12月，多种基于喹诺酮类药物衍生物和络合物的抗肿瘤活性化合物处在早期研发阶段，也有多个氟喹诺酮类药物与化疗药物联合使用的临床试验正在进行。

## 不良反应
常用喹诺酮药物的总体安全性良好（与其他抗菌药物相似），不良反应一般是轻度或中度的，美国统计的氟喹诺酮类药物的严重不良反应年发生率约1/3500。但由于存在产生严重甚至永久副作用的可能，因此这类药物通常不被作为一线选择。此外，有些喹诺酮类药物（如格帕沙星、克林沙星等）由于严重不良反应而被退出市场。

### 肌肉骨骼系统
- 肌腱：尽管少见（发生率≤1%）[66]，但肌腱炎和肌腱断裂是喹诺酮药物最严重的不良反应之一。有证据表明，使用喹诺酮药物与跟腱断裂、跟腱炎和全部肌腱疾病都存在相关[67][68]；在高龄、合用皮质类固醇激素、肾功能不全、既往肌腱病、缺镁、甲状旁腺功能亢进、利尿剂使用、周围血管疾病、类风湿性关节炎、糖尿病和剧烈运动等情形下，肌腱损害风险增加[69]。机制尚不完全清楚，可能与缺血、影响细胞外基质合成、氧化应激和影响成纤维细胞代谢相关[67]。
- 关节：由于在幼年动物的实验中出现关节软骨受损[70]，氟喹诺酮类未被批准用于 16 岁以下儿童（某些适应症，如囊性纤维化中假单胞菌感染除外，且临床实践中可能作为二线药物超说明书使用）[71]。儿童的关节不良反应估计在2%—3%，而成人发生率约为0.1%[72]。发病机制可能与氟喹诺酮络合镁离子、影响细胞基质作用、产生自由基损伤软骨[73]有关。

### 心血管系统
- 主动脉瘤/夹层：非常少见，但致命。研究证明氟喹诺酮类药物使得主动脉夹层风险增加到两倍以上，长期使用会导致风险增加[74][75]。机制不完全清楚，同样可能与干扰细胞外基质的胶原蛋白与弹性蛋白，进而影响其强度有关[76]。
- 二尖瓣/主动脉瓣反流：有此方面的报告[77] ，但存在矛盾证据[78][h]。
- QT间期延长：所有氟喹诺酮都可能引起 QT和QTc (校正QT)间期延长，但不同药物在这方面风险不同。QT间期延长可导致尖端扭转型室速 （页面存档备份，存于）和室颤，可能致命。增加风险的情况包括女性、低钾或低镁血症、心动过缓以及合用其他延长QT间期药物。机制为阻断hERG基因编码的钾离子通道，从而影响心室复极化。[79]

### 神经系统
- 周围神经病变：包括疼痛、感觉迟钝等。与给药时间有关，存在长期持续损害的风险[80]。原因在于阻断GABA受体[81]。
- 中枢神经系统毒性与精神毒性：精神毒性包括躁狂、失眠、急性精神病、谵妄、以及自杀行为，神经系统不良反应包括大发作、意识模糊、惊厥和肌阵挛。机制同样可能与阻断GABA受体、激活NMDA受体有关。此外，血清素水平降低、微小RNA表达改变和氧化应激也被认为是可能的机制。[80]
- 重症肌无力：氟喹诺酮类药物可能对重症肌无力患者的肌无力症状有加重的风险[82]。

### 其他
- 糖代谢紊乱(低血糖/高血糖)：高血糖与低血糖均有报道，糖尿病药物、类固醇激素都会增加风险[83]。发生原因可能是通过阻断ATP敏感性钾通道促进胰岛素分泌，类似于磺酰脲类药物[84]。
- 肝毒性：现存药物肝毒性不明显，但有药物（如曲伐沙星（英语：trovafloxacin）[85]）因此被撤市。
- 血小板减少：多种喹诺酮药物均可能引起[86]。属于免疫性血小板减少，可能和诱导药物依赖性血小板反应性抗体有关[87]。
- 艰难梭菌感染：艰难梭菌属于机会致病菌，当使用广谱抗生素时，由于菌群的破坏，艰难梭菌会过多增殖，导致腹泻等症状。同其他抗菌药物类似，氟喹诺酮也可能导致艰难梭菌感染，但存在争议[88]。
- 视网膜脱落：有报道，但支持证据薄弱[75]。可能也与干扰细胞外基质的胶原蛋白与弹性蛋白，进而影响其强度有关。
- 过敏反应：一般为皮肤反应，也少量存在危及生命的反应。存在I型（即发型）和IV型（迟发型）超敏反应[89]。
- 光毒性：存在光毒性[90]、光致癌[91]作用。与药物在光下形成氧自由基有关。

### 黑框警告及其他安全公告
由于上述的安全性风险，美国FDA、欧洲EMA和中国大陆NMPA等药物主管机构多次对喹诺酮类药物发出不同等级的安全警告和使用限制，甚至包括最严重的“黑框警告”。
- 2008年，由于肌腱损伤的风险，FDA对所有氟喹诺酮类药物的全身使用添加了黑框警告 [92]。
- 2011年，由于可能导致重症肌无力患者症状恶化，FDA对所有氟喹诺酮类药物的全身使用又增加了一项黑框警告。
- 2013年，由于周围神经病变副作用，FDA要求在药物标签标明风险[93]。
- 2016年，FDA 认定全身使用（口服或注射）氟喹诺酮类药物与肌腱、肌肉、关节、神经和中枢神经系统等部位的“致残和潜在永久性严重副作用”相关，并给出了“有其他治疗选择时，不应在急性鼻窦炎、急性支气管炎和单纯性尿路感染患者中使用”的结论 [64] 。
- 2016年，FDA又一次修订了黑框警告[94]。
- 2017年，由于肌腱损伤、周围神经病变、中枢神经影响和重症肌无力患者症状恶化的风险，NMPA（当时称为CFDA）对所有氟喹诺酮类药物的全身使用添加了黑框警告，并要求在说明书中标明QT间期延长、超敏反应、艰难梭菌腹泻、对血糖的干扰、光毒性等风险[95]。
- 2018年，由于低血糖昏迷和精神损害（如注意力障碍、定向力障碍、焦虑甚至谵妄）的风险，FDA又一次要求在标签中标明风险[96]。
- 2018年，由于主动脉夹层和主动脉瘤的风险，FDA发出了安全公告[97]。
- 2019年，由于涉及中枢神经系统、骨骼、肌肉、关节和肌腱的副作用，EMA宣布限制使用喹诺酮类药物的全身和吸入使用[65]。
- 2020年，由于心脏瓣膜反流的风险，EMA发出了警告[98]。
- 2021年，由于主动脉夹层和主动脉瘤的风险，NMPA要求在药物说明书中标明风险[99]。

## 药物相互作用
- 一些喹诺酮类药物对细胞色素P450系统产生抑制作用，从而导致由CYP1A2代谢的药物（例如茶碱、甲基黄嘌呤、替扎尼定）清除率降低，继而使这些药物血浆浓度升高，并导致合用药物产生临床上显着的副作用[100][101]。
- 氟喹诺酮类药物会干扰咖啡因的代谢和左旋甲状腺素钠的吸收，导致咖啡因的清除率降低及半衰期延长，从而导致咖啡因累积过量[102]。
- 喹诺酮类药物可以增强口服抗凝剂的作用，包括华法林及其衍生物。当同时服用这些药物时，应密切监测凝血酶原时间等凝血功能指标[103]。
- 喹诺酮类药物与非甾体类抗炎药联用会增强喹诺酮对GABA受体的抑制作用，继而增加中枢神经系统刺激和惊厥性癫痫发作的风险[104]。
- 同时服用喹诺酮类药物和磺酰脲类药物可能会导致严重的低血糖。因此，当这些药物联合使用时，建议监测血糖[104]。
- 对于老年患者，喹诺酮类药物与口服皮质类固醇联合用药会增加跟腱断裂的风险[105]。

## 耐药性
随着喹诺酮类抗菌药物的广泛应用，目前在许多细菌中均已发现针对喹诺酮类药物的抗药基因，其中以大肠杆菌、肺炎链球菌、肺炎克雷伯菌、葡萄球菌和淋病奈瑟菌等最为常见。中国大陆地区2022年监测结果显示，大肠埃希菌的环丙沙星耐药率为51%，左氧氟沙星耐药率为47.7%；肺炎克雷伯菌的环丙沙星耐药率为20.6%，左氧氟沙星耐药率为17.7%；铜绿假单胞菌对左氧氟沙星的耐药率达到12.1%；金黄色葡萄球菌对左氧氟沙星的耐药率达到14.2%。此外，2006年上海有报道60株淋病奈瑟菌对环丙沙星耐药率为83.3%。由于耐药性的增加，2016年，世界卫生组织不再建议使用氟喹诺酮类药物治疗淋病。
在治疗过程中细菌也会获得喹诺酮类药物（甚至其他类抗菌药物）的耐药性，可能与启动应激反应，从而诱导突变、基因重组或形成持久性细菌有关，这也是限制其使用的一个重要因素。除了医疗处方中的使用外，畜牧业中大量使用喹诺酮类药物也是促成喹诺酮抗药菌广泛存在的一个重要原因。

### 机制
细菌对喹诺酮类药物存在多种耐药机制，包括以下几种：
- 细菌通过外膜蛋白和脂多糖变异降低膜通透性，从而阻碍喹诺酮类药物的摄取[114]；
- 细菌产生外排泵（英语：Efflux (microbiology)）蛋白（包括ABC, MFS, SMR, MATE, PACE及RND六个家族），降低细胞内的喹诺酮类药物浓度；
- 细菌质粒上的qnr基因编码Qnr蛋白，改变相关酶在药物结合区的构象，使其与DNA结合降低，从而阻止药物-酶-DNA复合体形成[115]；
- 细菌的DNA旋转酶或DNA拓扑异构酶相关位点（称为喹诺酮耐药决定区，QRDR，位于gyrA亚基67-106位氨基酸之间，以及gyrB亚基426-447位氨基酸之间）发生突变，使其不再受喹诺酮类药物的影响[110][113]。

目前还未发现通过降解喹诺酮药物产生耐药的细菌。

## 争议事件

### 辉瑞尼日利亚试验事件
2006年5月7日，《华盛顿邮报》刊发了尼日利亚当局的报道，称世界制药巨头輝瑞公司于1996年脑膜炎流行期间，非法地用近200名儿童和婴儿进行曲伐沙星（Trovan）的临床试验，导致多名儿童发生关节炎甚至死亡。有传言称，这件事是英国作家约翰·勒卡雷的小说《不朽的园丁》（The Constant Gardener）的灵感来源。
辉瑞公司与事件幸存者及家属进行了多次旷日持久的法律诉讼，最终在2009年1月，辉瑞同意以向尼日利亚当局支付7500万美元为条件达成庭外和解 。而曲伐沙星本身则因严重的肝脏不良反应在2000年被FDA撤市。

### 美国邮政工人集体诉讼
2001年，美国发生了针对媒体的恐怖袭击事件。为预防感染，可能接触污染邮件的工人预防性地服用了环丙沙星。此后，由于药物副作用造成的长期影响（如肌腱断裂、关节损伤、中枢和周围神经系统损伤以及心脏和胃肠道问题），布伦特伍德邮局（位于华盛顿特区）、国会大厦、美国媒体公司（位于佛罗里达州）以及其他地区邮局的员工在2003年对拜耳公司（环丙沙星的制造商）提起了集体诉讼。
原告表示，他们没有收到关于可能的严重不良反应的警告，也没有被告知是否存在比环丙沙星更有效、更安全的替代药物，而这违反了宾夕法尼亚州（诉讼发起地）不公平贸易惯例和消费者保护法。因此，他们要求赔偿损失，以补偿他们所遭受的伤害。然而，他们的诉讼于 2004 年失败，并放弃了指控。 2003 年，四名新泽西州邮政工人在新泽西州提起了类似的诉讼，但因为用药前已被告知环丙沙星的风险，诉讼缺乏理由被撤回。